# Jean du Plessis-Pasté
Jean du Plessis-Pasté, dit de Mandeville, originaire de l'Île-de-France et mort en mars 1332, est un  prélat français du XIVe siècle, évêque d'Arras puis de Chartres. 

## Biographie
Jean du Plessis-Pasté est fils de Thomas Pasté et parent de Gilles, évêque d'Orléans.
Il devient chanoine à Laon, puis Paris, Beauvais et Arras, doyen de l'église de Chartres et conseiller de l'hôtel du roi. Il est élu évêque d'Arras en 1326.
En 1328 Pasté est transféré au diocèse de Chartres. Il célèbre en 1329 dans la cathédrale Notre-Dame de Chartres le mariage de Jean de Monfort, duc de Bretagne, avec Jeanne de Flandre.